# Фримен, Янг Фрэнк
Янг Фрэнк Фри́мен (англ. Young Frank Freeman; 4 декабря 1890 или 14 декабря 1890, Гринвилл, Джорджия — 5 февраля 1969 или 6 февраля 1969, Лос-Анджелес, Калифорния) — глава студии Paramount Pictures (1938—1959). Лауреат премии «Оскар» за выдающиеся заслуги в кинематографе.

## Биография
Родился в городе Гринвилл, штат Джорджия. В 1910 году окончил Технологический институт Джорджии, работал в банке и занимался лёгкой атлетикой. Присоединился к театральному ансамблю С.А. Линча в Атланте (позже была приобретена компанией Paramount Pictures).
В 1932 году переехал в Голливуд, постепенно получая должности в Paramount Pictures. В 1935 году был избран вице-президентом компании по работе с театром, в 1938 году — пол работе в студии. В 1967 году покинул руководство Paramount.
С 1940 по 1944 годы был президентом и председателем Ассоциации кинокомпаний. В 1957 году стал первым победителем награды имени Джина Хершолта за «благотворительную деятельность». 8 февраля 1960 года была открыта его звезда на Голливудской «Аллее славы». 
Был председателем Совета управляющих Федеральной резервной системы (1944—1947). Поддержал Томаса Дьюи на Президентских выборах в США (1944). Скончался в Лос-Анджелесе. Похоронен на кладбище Уэствью в Атланте.